# Euroforum
Euroforum o també Centre Europeu per al Desenvolupament de l'Empresa és una institució de formació permanent d'alta adreça i fòrum de trobades de l'espanyola. Responsable de convencions i congressos, va ser seu d'importants trobades en les dècades de 1970, 1980 i 1990. Va actuar com un think tank i va ser responsable de diverses publicacions i estudis fins a 1997.
Des de 1997, va sofrir diversos canvis i reordenacions accionarials amb canvis en la direcció. Després de la seva última reestructuració funciona com una empresa privada de convencions, campus i congressos per a empreses, propietat de la família Güt.

## Primera Etapa

### Fundació i paper en la transició espanyola
Fundada en 1975 per Manuel Rodríguez Casanueva amb un capital d'1 milió de pessetes i el propòsit de convertir-se "en un centre innovador en el camp de la formació permanent i residencial, així com un punt de trobada que propiciés debat i difusió de coneixement en la societat espanyola". Va ser un influent lloc de confluència i debat sobre les tendències, propostes i aportacions dels diferents sectors socioeconòmics i polítics, amb un caràcter pioner en els complexos inicis de la transició a la democràcia. En el complex marc històric de tornada a la democràcia en què es trobava Espanya, Euroforum va contribuir, entre altres coses, al fet que els empresaris adquirissin consciència que el futur de l'empresa també està abocat a un canvi substancial. Va articular per a això solucions de formació permanent per a l'alta adreça, al mateix temps que avançava en la convocatòria i celebració de reunions i trobades amb personalitats europees amb polítics, sindicats, empresaris i acadèmics. En varis d'ells es va avançar en la formulació de propostes orientades a fomentar el pacte social, reunint a significats representants de la comunitat empresarial amb líders sindicals que estaven en portes de la seva legalització. Va ser concretament els dies 11 i 12 de maig de 1976 quan sindicalistes i empresaris es van asseure junts i van debatre públicament en el Palau de Congressos de Madrid.
Successives trobades entre diferents sectors de la societat són la base sobre la qual es consolida Eurofòrum: el primer, al març de 1976, reuneix a Sicco Mansholt conegut com a Mister Europa amb personalitats com Francisco Fernández Ordóñez, Ramón Tamames, Nemesio Fernández-Cuesta Illana i Olivier Giscard d'Estaing, així com el professor Grassini representant sectors de les societats europea i espanyola. Sicco Mansholt va afirmar en aquesta oportunitat que «Una Espanya no integrada és per tots una Espanya inquietant. Europa és un edifici incomplet, entre altres coses, perquè li falta Espanya»
Importants van ser les trobades sobre banca, fons de pensions, etc., que van portar Espanya personalitats de relleu mundial com Harold Wilson, per parlar del pacte social; Paul Volcker, recentment sortit de la Reserva Federal; o el President George Herbert Walker Bush per parlar de geopolítica mundial.
Durant els 22 anys (fins a 1997) d'aquesta primera en què Manuel Rodríguez Casanueva va ser el seu president, Euroforum es va convertir en la referència espanyola de centres similars per tot el món, amb acords de col·laboració amb entitats com INSEAD (Fontaineblau), amb el qual subscriu un acord de col·laboració i aval als programes impartits.

### Ampliació
En el camp de la formació permanent i residencial de directius, Euroforum va ser incrementant la seva presència en l'àmbit empresarial, al mateix temps que avançava cap a la creació de seus permanents dotades de les instal·lacions i els serveis específics propis de la seva activitat. Així, després de diversos anys de situar els seus cursos en el Parador de Sigüenza i el Centre Fuente Pizarro de Collado Villalba, decideix assentar una seu d'ús exclusiu i permanent a la rodalia de Madrid. L'elecció recau en San Lorenzo del Escorial i un antic hotel, el Felipe II, que és adaptat com a centre de formació, amb un centenar d'habitacions i instal·lacions per a la celebració de cursos, reunions, etcètera.
L'extensió de les seves activitats, fruit de la seva creixent presència en el camp de la formació de dirigents i el desenvolupament de noves línies de presència, determina la necessitat d'afegir noves instal·lacions, la qual cosa en 1989 desemboca en l'adquisició a Patrimoni de l'Estat de l'edifici històric Casa de los Infantes, en estat de pràctica ruïna, situat a poc més d'un centenar de metres del Monestir d'El Escorial. Per a l'adquisició i subsegüent rehabilitació, Euroforum ha d'obrir el seu accionariat a diverses de les empreses que havien anat estrenyent successivament la seva col·laboració amb l'entitat. S'incorporen així com socis, entre d'altres, Prosegur, El Corte Inglés, Caja Madrid, Banco BISF… L'aportació d'aquest últim va ser decisiva, atès que va atorgar un crèdit de 300 milions de pessetes, necessari per tancar la compra per 162 milions i engegar la reconstrucció.
El projecte del nou centre Euroforum Infantes, amb un total de 16.000 metres quadrats, amb auditoris, sales de reunions, aules i 250 habitacions va ser a càrrec de l'arquitecte Miguel de Oriol. Les obres es van iniciar al març de 1990 i van concloure catorze mesos després, amb un cost de 2.400 milions de pessetes, finançats a parts iguals per Caja Madrid i Banco Hipotecario. L'acte d'inauguració es va produir l'11 de juliol de 1991, sota la presidència de Ses Majestats els Reis d'Espanya, Joan Carles I i Sofia de Grècia.
En paral·lel a la seva consolidació i creixement, Euroforum avança en un procés d'institucionalització i entroncament amb els àmbits acadèmic i empresarial. Fruit d'això, a més del seu acord amb INSEAD (Fontainebleau), estreta relacions i intercanvis amb altres centres d'abast global (MIT Harvard, London Bussines School) i la Universitat Complutense de Madrid, a l'empara de la qual constitueix l'Institut Universitari Euroforum Escorial i per la qual es converteix en seu permanent dels seus prestigiosos Cursos d'Estiu. A l'Institut s'incorpora també la majoria de les principals empreses espanyoles i multinacionals radicades en Espanya, per diverses de les quals Euroforum organitza i imparteix programes específics de formació per als seus dirigents. Creat mitjançant Reial decret 248/93, l'Institut té com a primer president del seu Consell Rector a l'en aquells moments president del Parlament Europeu, Enrique Barón, i reuneix entre els membres a una àmplia pluralitat de personalitats de diferents sectors: Giulano Amato, Sol Bacharac, Pedro Ballvé, Enrique Barón Crespo, Jaime Bengúria, Ana Patricia Botín, Jesús Caínzos, Juerguen Doenges, Baldomero Falcones, Carles Ferrer i Salat, Carlos Fuentes, Juan Antonio García Díez, Sumantra Goshal, Fernando González Urbaneja, Jorge Hay, Dominique Héau, Carmen Iglesias, Aristóbulo de Juan, Iñaki López de Arriortua, Juan Mateo, José María Michavila, José Manuel Morán, Pedro Navarro, Jerry O'Connel, Marcelino Oreja Aguirre, Marcial Portela, Manuel Rodríguez Casanueva, Alfredo Sanz, Juan Antonio Sagardoy, Juan Soto, Gustavo Villapalos.

### Publicacions
A més de la seva labor formativa, el Euroforum va realitzar diverses publicacions periòdiques analitzant la situació política, econòmica i social d'Espanya
- Euroletter[10] s'inicia en 1977 com a publicació setmanal personalitzada que en la transició espanyola es converteix en un element clau d'informació i anàlisi de la situació social, política i econòmica a Espanya i al món, dirigida a empresaris, directius d'empresa, líders polítics i sindicals, professors d'universitat i professionals liberals, proporciona notícies poc conegudes o bé no difoses per altres canals o mitjans de comunicació.

- Spanish Trends inicia la seva publicació el gener de 1985, com a informe mensual en llengua anglesa amb l'objectiu de donar a conèixer les vida empresarial i les característiques de la societat espanyola, amb tots els components polítics i econòmics. S'edita a Madrid i col·laboren en ella periodistes europeus i americans de primera línia i està dirigida als analistes internacionals que segueixen l'evolució d'Espanya i als homes de negocis i empresa que s'interessa del que hi esdevé.

- Manageris és una síntesi especialitzada dels millors llibres que es publiquen al món del management, per fer-ho accessible als directius d'empresa de l'entorn d'Euroforum.

- Euroforum 1992, el gener de 1986, quan Espanya iniciava el seu camí europeu, s'edita aquesta publicació, que tenia com a fi informar sobre els grans esdeveniments de 1992 a Espanya. En 1992 es va deixar de publicar.

## Canvi d'orientació
Successives desavinences entre els accionistes de Euroforum desemboquen en el cessament del fundador, Manuel Rodríguez Casanueva, com a president de la societat en 1997 i la presa del control per part de Prosegur, Caja Madrid i El Corte Inglés, els qui decideixen situar al capdavant de Euroforum al catedràtic de la Universitat Complutense de Madrid Eduardo Bueno. El relleu dona inici a una nova etapa, amb canvi substancial en el model de gestió, més centrat en l'explotació dels centres com a instal·lació al servei de les activitats internes de les empreses, reduint les restants línies d'activitat i, entre altres coses, suprimint per complet la línia de publicacions.
Aquest plantejament persisteix fins a gener de 2001, quan una altra entitat dedicada a la formació, l'Institut d'Estudis Superiors de l'Empresa (IESE), vinculat a l'Opus Dei, adquireix el 40 per 100 de Euroforum: 20 per cent a Caja Madrid i 20 per cent a Prosegur. L'operació, no obstant això, té una vida efímera i, al juliol de 2004, la família Güt, propietària de Prosegur decideix exercitar el seu dret preferent i adquireix el control de la societat a la resta d'accionistes: IESE, Caja Madrid, BBVA i Banco Santander. Des d'aquest moment, la presidència recau en Helena Revoredo Delvecchio, vídua de Güt.

## Etapa Actual
Actualment, Euroforum manifesta intenció de recuperar l'esperit fundacional i ha reduït les seves seus a Infantes, on ha dut a terme (2011) un projecte de renovació de l'edifici per adaptar-ho als requeriments del segle xxi, de la mà de l'arquitecte Alfredo Perelló.